# Мориц Романо
Мориц Аврамов Романо (на македонска литературна норма: Мориц Аврамов Романо) е югославски партизанин и политик от Социалистическа република Македония.

## Биография
Роден е през 1921 година в босненския град Биелина. Учи в търговско училище в Битоля. Баща му Аврам Романо (1895 – 1943) е главен еврейски равин на Битоля, преди да бъде депортиран в Треблинка, където умира през 1943 година.
Влиза в СКМЮ. През април 1942 година е арестуван от българските власти и изпратен да работи заедно с други евреи на десния бряг на река Сава при Градишка, но успява да избяга от лагера. Хванат е през октомври 1944 от четници, но е освободен от първа македонско-косовска ударна бригада, след което влиза в нейните редици.
Назначен е за секретар на Окръжния комитет на МКП за Радовиш, където остава до 1953 г.. На 19 декември 1953 година е избран за секретар на Народното събрание на СРМ.  От 1958 до 1965 и от 1969 до 1971 г. е член на Изпълнителния съвет на СРМ. Бил е също така подпредседател на Републиканската контролна комисия, заместник-министър на финансите, а впоследствие – председател на Окръжния народен комитет в Радовиш, държавен секретар за финанси на НРМ, секретар на Секретариата на Изпълнителния съвет на СРМ за търговия и туризъм.
Отделно е бил председател на Търговската камара и посланик на СФРЮ в Чили. Бил е член на ЦК на МКП, член на Председателството на Главния комитет на ССРН на Македония. Има военен чин поручик от резерва от Югославската народна армия.
Носител е на Орден за заслуга на народа със сребърни лъчи, Орден за братство и единство със сребърни венци и други югославски ордени.